# Paris La Défense Arena

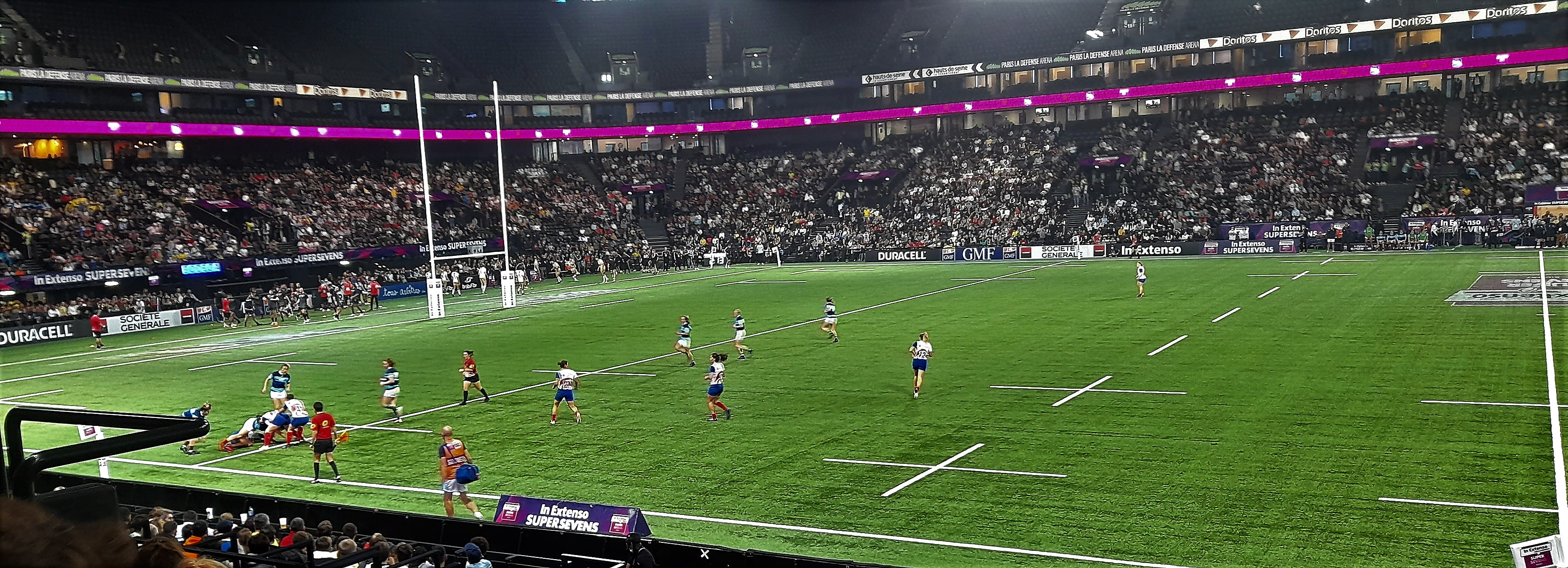
Sjumannarugby i Paris La Défense Arena

Paris La Défense Arena, är en multifunktionell inomhusarena i Nanterre en förort till Paris. Arenan anses vara Europas största inomhusarena och används som hemmaplan för rugbyklubben Racing 92 samt för konserter. Vid rugby har arenan en publikkapacitet på 30 680 åskådare och vid konserter 40 000. Arenan är dock flexibel och har använts även för andra sporter som till exempel basket. Under olympiska sommarspelen 2024 hölls tävlingar i simning och vattenpolo i arenan. Under OS hade arenan en publikkapacitet på 15 220 åskadare. 
Arenan skulle ursprungligen ha öppnat 2014 under namnet Arena92 men öppnade till slut i oktober 2017 med det nya namnet U Arena. The Rolling Stones höll tre konserter i arenan i samband med öppningen. 12 juni 2018 bytte arenan namn till det nuvarande då ett 10-årsavtal kring namnrättigheterna till arenan skrev med Paris La Défense, ett företag som driver det närliggande affärsområdet La Défense. 